# Świerszczak (zwyczajny)
Świerszczak (zwyczajny) (Locustella naevia) – gatunek niewielkiego ptaka wędrownego z rodziny świerszczaków (Locustellidae), wcześniej zaliczany do pokrzewkowatych (Sylviidae). Nie jest zagrożony.

## Systematyka
Wyróżniono kilka podgatunków L. naevia:
- świerszczak (zwyczajny)[4] (Locustella naevia naevia) – Europa do zachodniej europejskiej części Rosji i Ukrainy. Zimuje w zachodniej Afryce.
- Locustella naevia obscurior – wschodnia Turcja i Kaukaz. Zimuje prawdopodobnie we wschodniej Afryce i na Bliskim Wschodzie.
- świerszczak słomkowy[4] (Locustella naevia straminea) – wschodnia europejska część Rosji do południowo-zachodniej Syberii, północnego i wschodniego Kazachstanu oraz północno-zachodnich Chin. Zimuje w Azji Południowej, niewielka część populacji – w Etiopii.
- Locustella naevia mongolica – wschodni Kazachstan, południowo-środkowa Syberia i zachodnia Mongolia. Rejon zimowania niepewny, prawdopodobnie Azja Południowa. Międzynarodowy Komitet Ornitologiczny (IOC) zalicza tę populację do podgatunku straminea.

## Występowanie
Zamieszkuje większość Europy (poza częścią północną i krajami śródziemnomorskimi – większą częścią Pirenejów, Apeninów i Bałkanami) oraz zachodnią i środkową Azję. Spotyka się go od północnej Hiszpanii, Wielkiej Brytanii i południowego Półwyspu Skandynawskiego po południowo-zachodnią Syberię, zachodnią Mongolię i północno-zachodnie Chiny. Izolowane populacje na Kaukazie. Pokonują w czasie przelotów duże odległości. Zimuje w zachodniej i wschodniej Afryce (na południe od Sahary), na Bliskim Wschodzie, a populacje syberyjskie i azjatyckie głównie w Indiach. Przeloty w maju i odlatują w sierpniu i wrześniu. Ze względu na zachowanie i niewielką liczebność nie poznano dobrze przebiegu migracji. Niektóre osobniki przylatują dopiero w czerwcu, więc trzeba to uwzględniać w liczeniach par lęgowych tego gatunku.
W Polsce średnio liczny ptak lęgowy niżu (choć lokalnie może być liczny). Nie spotyka się go w górach i na wyżynach. Są jednak wyjątki – w wilgotniejszych Sudetach, w odróżnieniu od Karpat, notowano w kilku pasmach górskich dość znaczną liczebność (dolatywać w korzystnych warunkach mogły do 1250 m n.p.m.). Największe zagęszczenia świerszczaków znajdują się w dolinach Biebrzy, Narwi, Noteci i Warty. Licznie też gnieździ się na Pomorzu, Pojezierzu Łęczyńsko-Włodawskim i nad wybranymi jeziorami Warmii i Mazur. Nie odnotowano zimowania w kraju. Zróżnicowanie odpowiednich biotopów powoduje nierównomierne rozmieszczenie.

## Charakterystyka

### Cechy gatunku

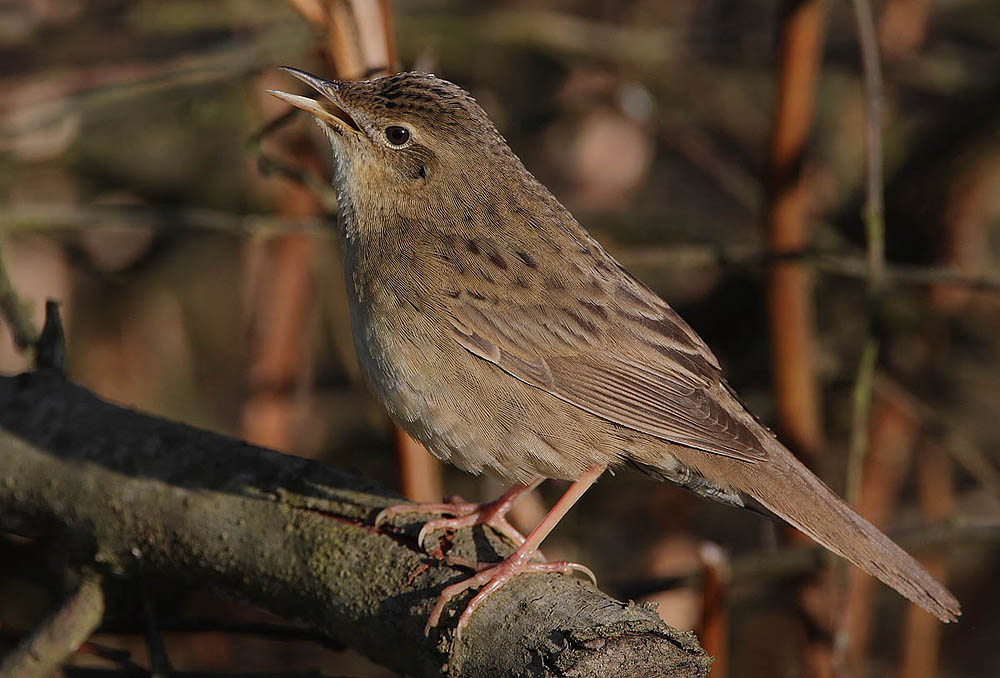
Przemykając w zaroślach świerszczak przypomina zręcznością mysz

Ptak o drobnej budowie ciała, niepozornym ubarwieniu i smukłej sylwetce. Obie płci ubarwione jednakowo. Ogólna kolorystyka upierzenia oliwkowobrązowa na grzbiecie z zielonkawym odcieniem, a na spodzie ciała jasnobeżowa. Wierzch łącznie z głową ciemnobrązowo kreskowany i plamkowany. Na piersi, pokrywach podogonowych i bokach brzucha widać słabo widoczne prążkowanie. Liczne łuskowate plamy zmniejszają się stopniowo ku głowie. Nad okiem brew jest słabo zaznaczona. Skrzydła ciemnobrązowe z jaśniejszymi brzegami piór, ogon rudobrązowy ze słabo zaznaczonym ciemniejszym prążkowaniem. Dziób ciemnobrązowy, nogi jasne (od żółtawych po różowe). Młode osobniki są podobne do ptaków dorosłych, ale mają wyraźniejsze plamy w górnej części piersi.
Ma podobne zwyczaje do strumieniówki. Zachowuje się skrycie, przemieszcza się w gęstych trawach, więc rzadko udaje się go dostrzec. W odróżnieniu od strumieniówki zamieszkuje inne środowisko – podmokłe łąki z rzadkimi krzewami i pojedynczymi drzewami. Ptak mniejszy od wróbla. Biega i prześlizguje się przez zarośla ze zwinnością myszy. Bardzo sprawnie porusza się po źdźbłach i cienkich gałązkach, głową schodząc w dół. Gdy się go spłoszy, nie odlatuje, ale zeskakuje na ziemię i szybko chowa się w gąszczu. Świerszczaki nie tworzą grup lub stad.

### Wymiary średnie
długość ciałaok. 13 cm
rozpiętość skrzydeł20 cm

### Masa ciała
ok. 14 g

### Głos
Jednostajną wytrwałą melodię świerszczaka da się odróżnić od wykonania strumieniówki. To bardzo podobne do dźwięku wydawanego przez konika zielonego lub świerszcza cykanie, które powtarza się bez wyraźnych przerw. Swój śpiew samiec wykonuje zwykle z wyniosłej gałęzi lub łodygi trzciny na środku jej długości. W trakcie cykania trwającego 2–3 minuty (po których następują krótkie przerwy) ptak obraca głowę z boku na bok. Wynikiem tego jest raz głośniejszy, raz cichszy dźwięk. Wydaje się wtedy, jakby ptak przechodził z jednego miejsca na drugie, co jednak jest pozorne. Odgłosy świerszczaka słychać zarówno w dzień, jak i w nocy. W trakcie wykonywania swych pieśni ma szeroko rozpostarty i zaokrąglony ogon.
Zdarzały się samce, które swój terkot wydawały ponad 100 minut bez przerwy. Słuchającego człowieka dziwi brak krótkiej pauzy na wdech, tak by mógł kontynuować śpiew. Brzęczenie składa się jednak z osobnych powtarzalnych fragmentów, które powtarzane są około 23 razy na sekundę, więc ptak wciąga powietrze między konkretnymi dźwiękami. Budowa układu oddechowego ptaków różni się od ssaczego. Powietrze przepływa przez drogi oddechowe cały czas, zarówno w czasie wdechu, jak i wydechu. Umożliwia to jednoczesny śpiew i oddychanie.

## Biotop
Lasy liściaste o gęstym poszyciu, zakrzewione, bujne łąki typu bielaw nad jeziorami i stawami oraz nad ich wilgotnymi brzegami, tarasy zalewowe rzek z niewielką ilością drzew i krzewów, wilgotne podmokłe łąki, torfowiska niskie i przejściowe, wilgotne ugory i nieużytki z turzycami, polne uprawy i leśne porośnięte trawami. Rzadziej widywany na polach z rzepakiem i koniczyną. Zasiedla otwarte obszary z gęstą pokrywą ziół i wyższymi miejscami do siedzenia – ma to dla ptaka znaczenie, bo gdy brakuje ich w trzcinowiskach, terenach ruderalnych i trawiastych, nie gnieździ się tam. Nigdy nie wychodzi na zupełnie otwarte przestrzenie. Jeśli jest odpowiednia roślinność, często biega po ziemi.

## Okres lęgowy
Świerszczaki wracają na tereny lęgowe w kwietniu i maju. Okres lęgowy trwa do lipca. Zwykle lęgnie się 2 razy w roku.

### Toki

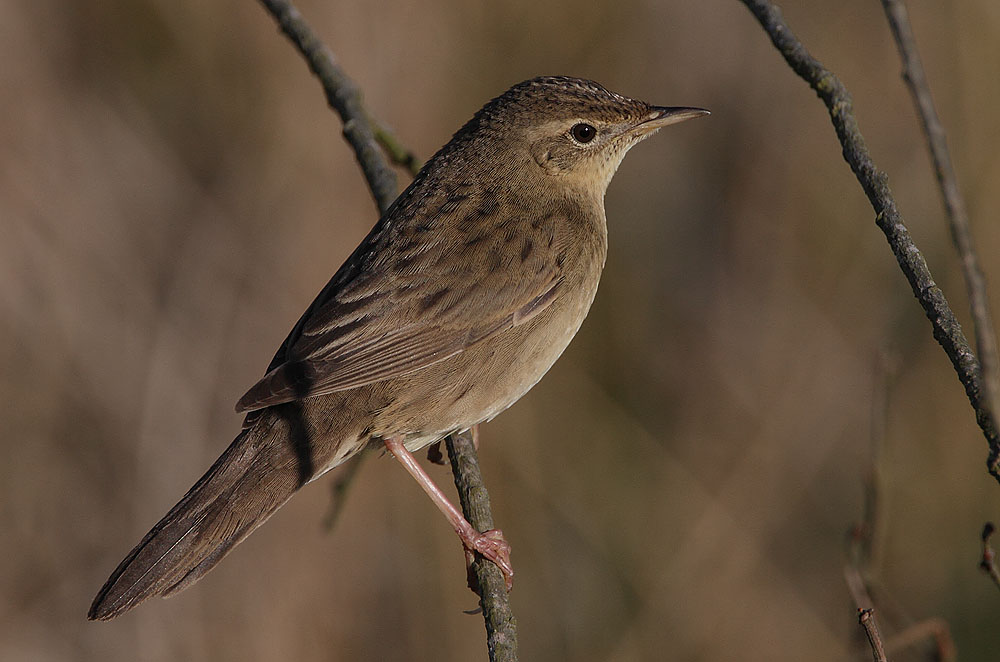
Tuż po przylocie na lęgowiska samce swym śpiewem wytyczają swoje terytoria

Samce z zimowisk w Afryce wracają na około 10 dni przed ich potencjalnymi partnerkami. Po czym intensywne śpiewy i bezpośrednie konfrontacje ustalają terytoria poszczególnych osobników liczące zwykle 1–2 ha. Intensywne śpiewy godowe słychać w wiosenne wieczory i noce. Tworzone pary są monogamiczne.

### Gniazdo
Umieszczone zawsze na ziemi w płytkim dołku lub w gęstej kępie traw (czasem turzyc), doskonale ukryte w kępie gęstych traw, turzyc lub krzewu. Para przyszłych rodziców buduje je głównie z liści (głównie u podstawy) i źdźbeł traw. Wyścielenie gniazda stanowi sucha trawa i niewielkie ilości włosia. Ściany ptaki przetykają zwykle kokonami owadów.

### Jaja

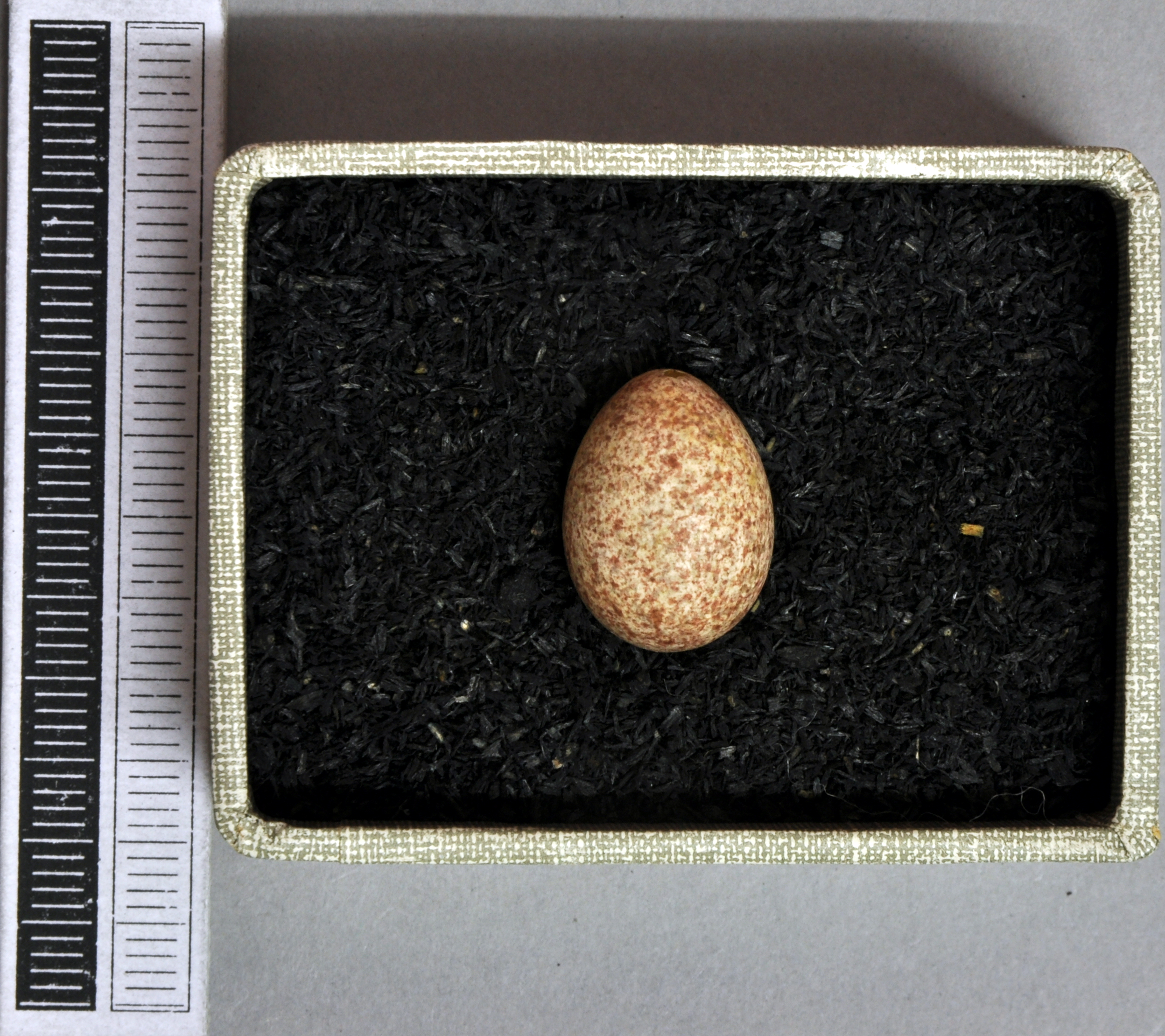
Jajo z kolekcji muzealnej

Pod koniec maja lub na początku czerwca składa 5–6 jaj o średnich wymiarach 17×13 mm, o bladoróżowym tle z gęstymi, rdzawymi plamkami. Przypominają jaja strumieniówki.

### Wysiadywanie, pisklęta
Od zniesienia ostatniego jaja trwa przez okres 13–15 dni. Wysiadywanie i wychowywanie piskląt odbywa się przy udziale obu rodziców. Dorosłe ptaki podobnie jak myszy wydeptują ścieżki na ziemi. Rodzice robią to traktami, którymi przybiegają do gniazda, by nakarmić potomstwo owadami. Młode, gniazdowniki, opuszczają gniazdo już po 10–13 dniach, kiedy nie umieją jeszcze latać.

## Pożywienie
Głównie drobne owady – larwy i postacie dorosłe. Żeruje pod ukryciem na ziemi lub na roślinach. Potrafi jednak chwytać owady w locie.

## Status i ochrona
Międzynarodowa Unia Ochrony Przyrody (IUCN) uznaje świerszczaka za gatunek najmniejszej troski (LC – Least Concern) nieprzerwanie od 1988 roku. Liczebność światowej populacji, wstępnie obliczona w oparciu o szacunki organizacji BirdLife International dla Europy z 2015 roku, mieści się w przedziale 3–6 milionów dorosłych osobników. Globalny trend liczebności populacji uznawany jest za stabilny.
Na terenie Polski gatunek ten jest objęty ścisłą ochroną gatunkową. Na Czerwonej liście ptaków Polski został sklasyfikowany jako gatunek najmniejszej troski (LC). Według szacunków Monitoringu Pospolitych Ptaków Lęgowych, w latach 2013–2018 krajowa populacja świerszczaka liczyła 84–133 tysiące par lęgowych.